# Ахмет Дурсун
Ахмет Дурсун (тур. Ahmet Dursun, нар. 25 січня 1978, Гельзенкірхен) — турецький футболіст, що грав на позиції нападника.
Виступав, зокрема, за клуб «Бешикташ», а також національну збірну Туреччини.
Дворазовий володар Кубка Туреччини. Чемпіон Туреччини.

## Клубна кар'єра
У дорослому футболі дебютував 1995 року виступами за команду «Ваттеншайд 09», в якій провів один сезон, взявши участь у 4 матчах чемпіонату. 
Протягом 1996—1999 років захищав кольори клубу «Коджаеліспор». За цей час виборов титул володаря Кубка Туреччини.
Своєю грою за останню команду привернув увагу представників тренерського штабу клубу «Бешикташ», до складу якого приєднався 1999 року. Відіграв за стамбульську команду наступні чотири сезони своєї ігрової кар'єри. Більшість часу, проведеного у складі «Бешикташа», був основним гравцем атакувальної ланки команди. У складі «Бешикташа» був одним з головних бомбардирів команди, маючи середню результативність на рівні 0,52 гола за гру першості.
Згодом з 2004 по 2014 рік грав у складі команд «Тяньцзінь Теда», «Істанбулспор», «Бешикташ», «Туранспор», «Антальяспор», «Анкарагюджю», «Коджаеліспор», «Хазар-Ланкаран», «Аданаспор» та «Еюпспор». Протягом цих років додав до переліку своїх трофеїв ще один титул володаря Кубка Туреччини.
Завершив ігрову кар'єру у команді «Токатспор», за яку виступав протягом 2018 року.

## Виступи за збірні
У 2000 році залучався до складу молодіжної збірної Туреччини.
Того ж року дебютував в офіційних матчах у складі національної збірної Туреччини.
Загалом протягом кар'єри в національній команді, яка тривала 1 рік, провів у її формі 3 матчі.

## Титули і досягнення
- Володар Кубка Туреччини (2):

«Коджаеліспор»: 1996-1997
«Бешикташ»: 2005-2006
- Чемпіон Туреччини (1):

«Бешикташ»: 2002-2003